# Megasema degenerata
Megasema degenerata är en fjärilsart som beskrevs av Otto Staudinger 1889. Megasema degenerata ingår i släktet Megasema och familjen nattflyn. Inga underarter finns listade i Catalogue of Life.